# Waldemar Korycki
Waldemar Korycki (* 11. August 1946) ist ein ehemaliger polnischer Sprinter, der sich auf den 400-Meter-Lauf spezialisiert hatte.
Bei den Europäischen Hallenspielen 1968 in Madrid gewann er mit der polnischen Mannschaft Gold in der 4-mal-364-Meter-Staffel und Silber in der gemischten Staffel.
1971 folgte jeweils in der 4-mal-400-Meter-Staffel Gold bei den Halleneuropameisterschaften in Sofia und Silber bei den Europameisterschaften in Helsinki.
Ebenfalls Gold gab es für ihn mit der polnischen Stafette bei den Halleneuropameisterschaften 1972 in Grenoble in der 4-mal-360-Meter-Staffel.
Seine persönliche Bestzeit von 46,2 s stellte er am 29. Mai 1971 in Warschau auf.
| Personendaten    | Personendaten       |
| ---------------- | ------------------- |
| NAME             | Korycki, Waldemar   |
| KURZBESCHREIBUNG | polnischer Sprinter |
| GEBURTSDATUM     | 11. August 1946     |